# Zack et Miri font un porno
Pour plus de détails, voir Fiche technique et Distribution.
Zack et Miri font un porno (Zack and Miri Make a Porno) est un film américain écrit et réalisé par Kevin Smith, sorti en 2008. C'est son second film, après Père et Fille (2004), qui ne se réfère pas au View Askewniverse, un univers de fiction qu'il avait créé dès son premier film en 1994 : Clerks : Les Employés modèles.
Le film suit un homme et une femme, minés par des soucis financiers, qui décident de tourner un film pornographique amateur dans le but de payer leurs dettes, mais les sentiments l'un envers l'autre prennent le pas sur leur amitié.

## Synopsis
A Monroeville, en Pennsylvanie, Zack Brown et Miri Linky sont amis depuis l'école primaire. Ils sont colocataires, mais leurs emplois respectifs, garçon de café pour lui et employée dans un centre commercial pour elle, ne leur permettent même pas de payer le loyer de leur appartement. Un soir, alors qu'ils se rendent à une réunion d'anciens élèves d'université, tandis que Miri tente de séduire le séduisant Bobby Long, pour lequel elle a le béguin, Zack rencontre le petit ami de ce dernier, Brandon, qui est une star du porno gay.
Après la mise en ligne d'une vidéo montrant Miri avec une "culotte de grand-mère" filmé par deux adolescents et inspirés par leur rencontre avec Brandon, les colocataires et amis décident de tourner un film pornographique amateur dont ils seront les vedettes afin de gagner de l'argent pour payer leurs factures et font un accord comme quoi leurs rapports sexuels n'auront pas d'incidence sur leur amitié.
Zack convainc son ami et collègue Delaney de produire le film grâce à l'argent qui devait payer un écran plat et Deacon, gardien de l'équipe de hockey où joue Zack et réalisateur (à ses heures perdues) de les filmer. Ils engagent également une équipe d'acteurs hauts en couleur pour jouer les scènes sous l'œil de la caméra : Barry, jeune acteur en herbe, Stacey, strip-teaseuse et Bubbles, qui fait des bulles grâce à ses pets. Leur film est une parodie du film Star Wars, mais dès le premier jour de tournage, le garage dans lequel les compères avaient improvisé un studio est démoli.
Démoralisée, l'équipe pense abandonner quand Zack trouve une autre idée en changeant le scénario pour tourner de nuit sur son lieu de travail.
Le tournage débute avec les séquences avec Lester et Stacey, puis avec Bubbles et Barry, puis vient le jour du tournage de la scène de Zack et Miri. Mais ils vont peu à peu découvrir que les sentiments pour l'autre sont bien plus importants qu'ils ne le pensaient en faisant l'amour devant la caméra de façon romantique et sincère en contradiction avec les plans tournés.
De retour à leur appartement, ils tentent d'avoir une discussion quand tout à coup, ils s'aperçoivent que l'électricité, suivi de l'eau, ont été remis dans leur logement. Quelques secondes plus tard, le reste de l'équipe débarque chez eux et leur annonce qu'ils ont payé une partie de leurs dettes et Delaney, en qualité de producteur, décide de faire une pause de tournage en faisant la fête.
Durant cette fête, Stacey demande à Miri si elle peut avoir une relation sexuelle avec Zack. Bien qu'elle ait développé des sentiments pour son ami d'enfance, elle lui répond que c'est normal de lui demander. Stacey raconte à Zack ce que Miri lui a dit, puis ils partent tous les deux dans la chambre du jeune homme, sous le regard consterné de Miri.
Le lendemain soir, Zack se prépare à filmer une scène prévue entre Miri et Lester, mais Miri est remplacée par Stacey. Il a la surprise de voir débarquer son amie dans le café, prête à tourner sa scène ; il demande que la séquence avec Stacey et Lester soit tournée et part s'expliquer avec Miri dans l'arrière-salle.
Zack, incrédule, demande si elle fait ça en forme de représailles, en soulignant qu'elle a dit à Stacey, mais Miri le corrige en précisant qu'elle n'avait pas à l'esprit l'offre de cette dernière de coucher avec lui. Voyant comme un test, Zack admet que pendant le tournage de la scène où ils ont fait l'amour, il y avait un lien affectif entre eux et qu'il aime Miri, qui ne répond pas en retour pour partager cet avis, bien qu'il émette l'hypothèse qu'en fait il n'a pas couché avec Stacey. Excédé, Zack décide de tout plaquer en quittant le café et demande à tout le monde de déguerpir, sous peine de recevoir une correction à base de foutrine. Comprenant son erreur, Miri retourne à l'appartement, mais elle découvre que Zack a déménagé, sa chambre étant vide.
Trois mois plus tard, Delaney retrouve Zack, qui travaille sur une concession à l'extérieur du Civic Arena pendant un match des Penguins de Pittsburgh et parvient à le convaincre de venir chez lui pour voir le film inachevé et le finir.
Mais Zack, apprenant que Miri n'a jamais filmé sa scène avec Lester, se rend chez la jeune femme, qui a maintenant Lester pour colocataire depuis que Zack est parti, car elle n'arrivait plus à payer le loyer. Lui révélant qu'il n'a pas couché avec Stacey, mais qu'ils ont juste parlé de Miri toute la nuit, Zack finit par avouer ses sentiments à Miri, qui lui avoue également les siens.
Quelque temps plus tard, Zack et Miri se sont mariés. Avec l'aide de Delaney et de son indemnisation, ils montent une société de production de vidéo, intitulé Zack et Miri font votre porno, réalisant des vidéos amateurs pour des couples.

## Fiche technique
- Titre français et québécois : Zack et Miri font un porno
- Titre original : Zack and Miri Make A Porno
- Réalisation et scénario : Kevin Smith
- Musique : James L. Venable
- Directeur de la photographie : David Klein
- Montage : Kevin Smith
- Distribution des rôles : Nancy Mosser
- Création des décors : Robert Holtzman
- Direction artistique : Elise Viola
- Décorateur de plateau : Diana Stoughton
- Création des costumes : Salvador Perez
- Son : Tom Myers
- Producteur : Scott Mosier

Coproductrice : Laura Greenlee
Producteur associé : Leslie Rodier
Producteurs délégués : Carla Gardini, Bob et Harvey Weinstein
- Sociétés de production : Blue Askew, The Weinstein Company, Alan Donovan Productions et View Askew Productions
- Sociétés de production :  The Weinstein Company •  Alliance Films •  Wild Side Vidéo
- Budget : 24 millions de dollars
- Format : 1.85:1 • 35 mm • Couleur - son DTS • Dolby Digital • SDDS
- Genre : comédie romantique
- Pays :  États-Unis
- Durée : 101 minutes
- Dates de sortie[1] : 
  -  États-Unis,  Canada : 31 octobre 2008
  -  Belgique : 18 février 2009
  -  France : 5 octobre 2010[2] (DVD et Blu-Ray)
- Film interdit aux moins de 12 ans en France[3],[4],[n 1] et NC-17 (classification original) et R (classification réévaluée en appel) aux États-Unis.

## Distribution
- Seth Rogen (VF : Xavier Fagnon[n 2] ; VQ : Tristan Harvey[5]) : Zachary « Zack » Brown
- Elizabeth Banks (VF : Marie Donnio[n 2] ; VQ : Viviane Pacal[5]) : Miriam « Miri » Linky
- Craig Robinson (VF : Frantz Confiac[n 2] ; VQ : Stéphane Rivard[5]) : Delaney
- Jason Mewes (VF : Vincent Barazzoni[n 2] ; VQ : Benoît Éthier[5]) : Lester
- Traci Lords (VF : Jeanne Savary[n 2] ; VQ : Christine Séguin[5]) : Bubbles
- Jeff Anderson (VF : Vincent Joncquez[n 2] ; VQ : Patrick Chouinard[5]) : Deacon
- Katie Morgan (VF : Nathalie Kanoui[n 2] ; VQ : Émilie Bibeau[5]) : Stacey
- Ricky Mabe (VF : Franck Lorrain[n 2]) : Barry
- Justin Long (VF : Éric Herson-Macarel[n 2] ; VQ : Hugolin Chevrette[5]) : Brandon St. Randy
- Brandon Routh (VF : Adrien Antoine[n 2] ; VQ : Nicolas Charbonneaux-Collombet[5]) : Bobby Long
- Gerry Bednob (VF : Rémy Darcy[n 2]) : M. Surya, le patron du café
- Tyler Labine (VF : Guillaume Bouchède[n 2]) : le client ivre
- Tisha Campbell (VF : Martine Maximin[n 2]) : la femme de Delaney
- Jennifer Schwalbach (VF : Christiane Ludot[6]) : Betsy
- Tom Savini : Jenkins
- Kenny Hotz : Zack II
- Anne Wade (VF : Nanou Garcia[n 2]) : Roxanne
- Milos Milicevic (VF : Bertrand Nadler[6]) : le chef de chantier
- Lauren Miller : une femme qui gémit

Source et légende : Version française (VF) sur le site d’AlterEgo (la société de doublage)

Photos des acteurs principaux
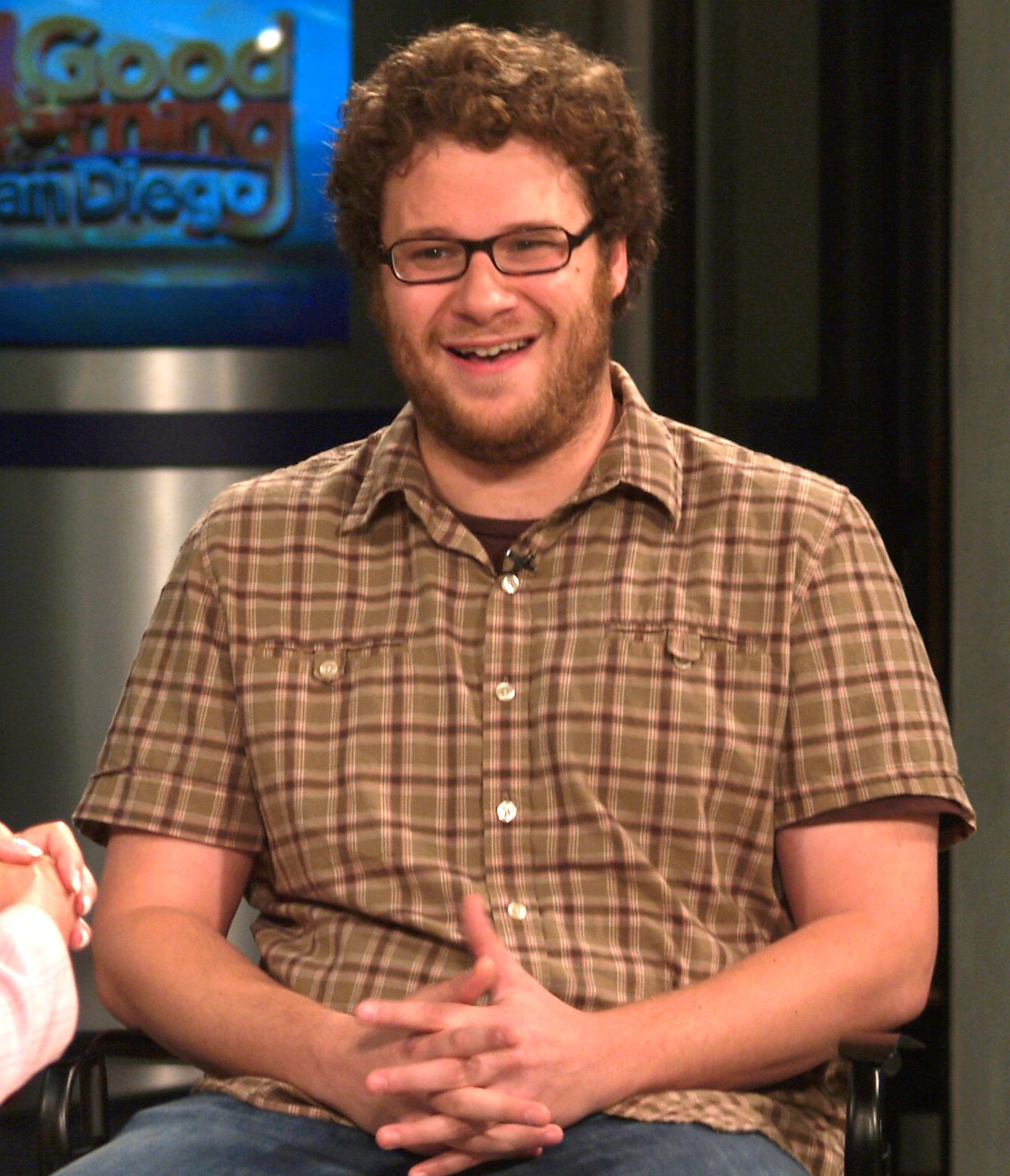
Seth Rogen (Zack Brown)
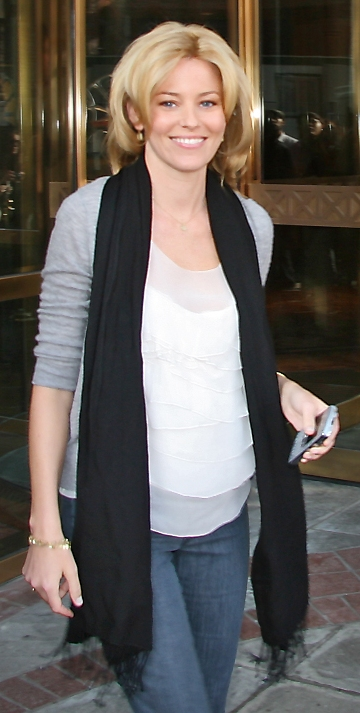
Elizabeth Banks (Miriam « Miri » Linky)
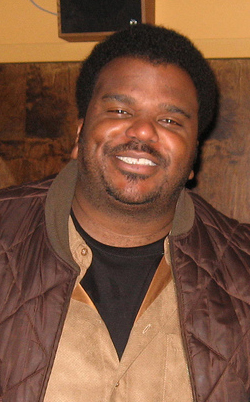
Craig Robinson (Delaney)
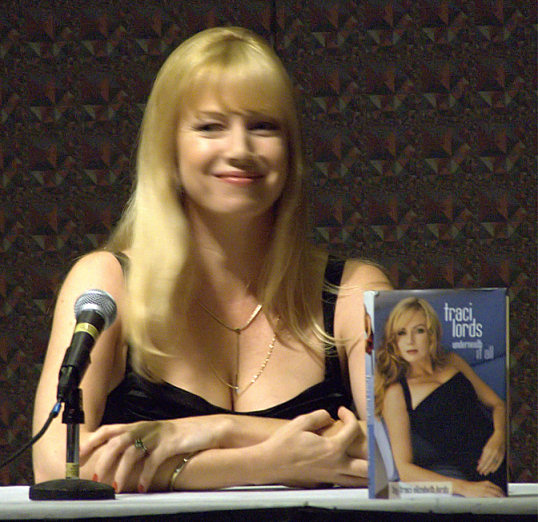
Traci Lords (Bubbles)
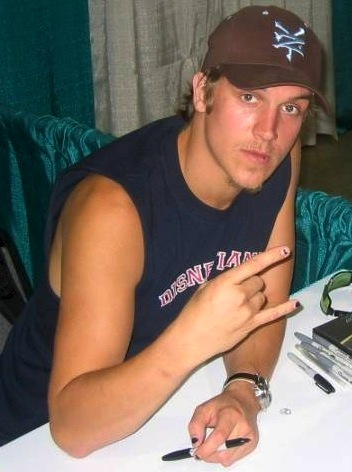
Jason Mewes (Lester)
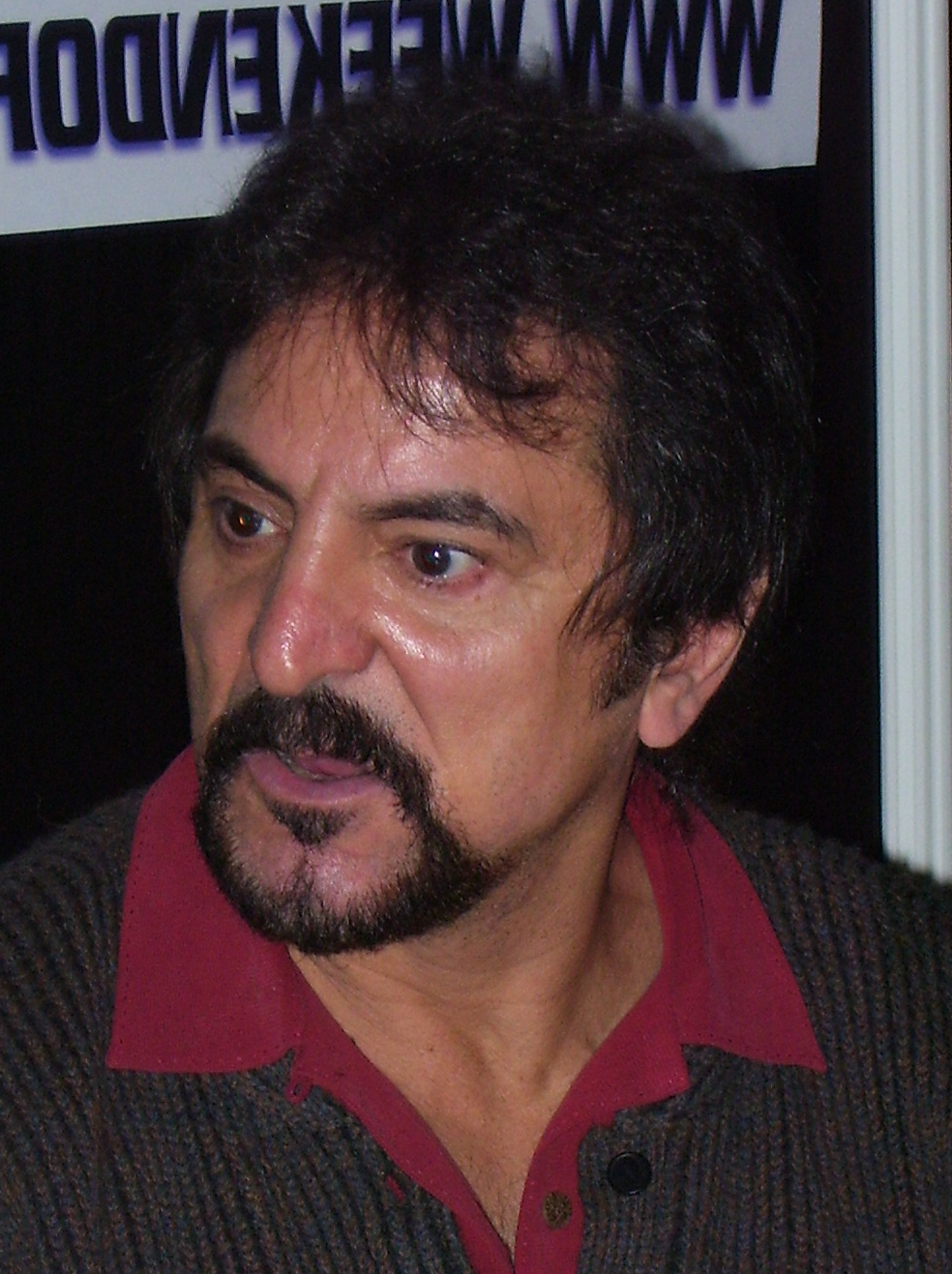
Tom Savini (Jenkins)
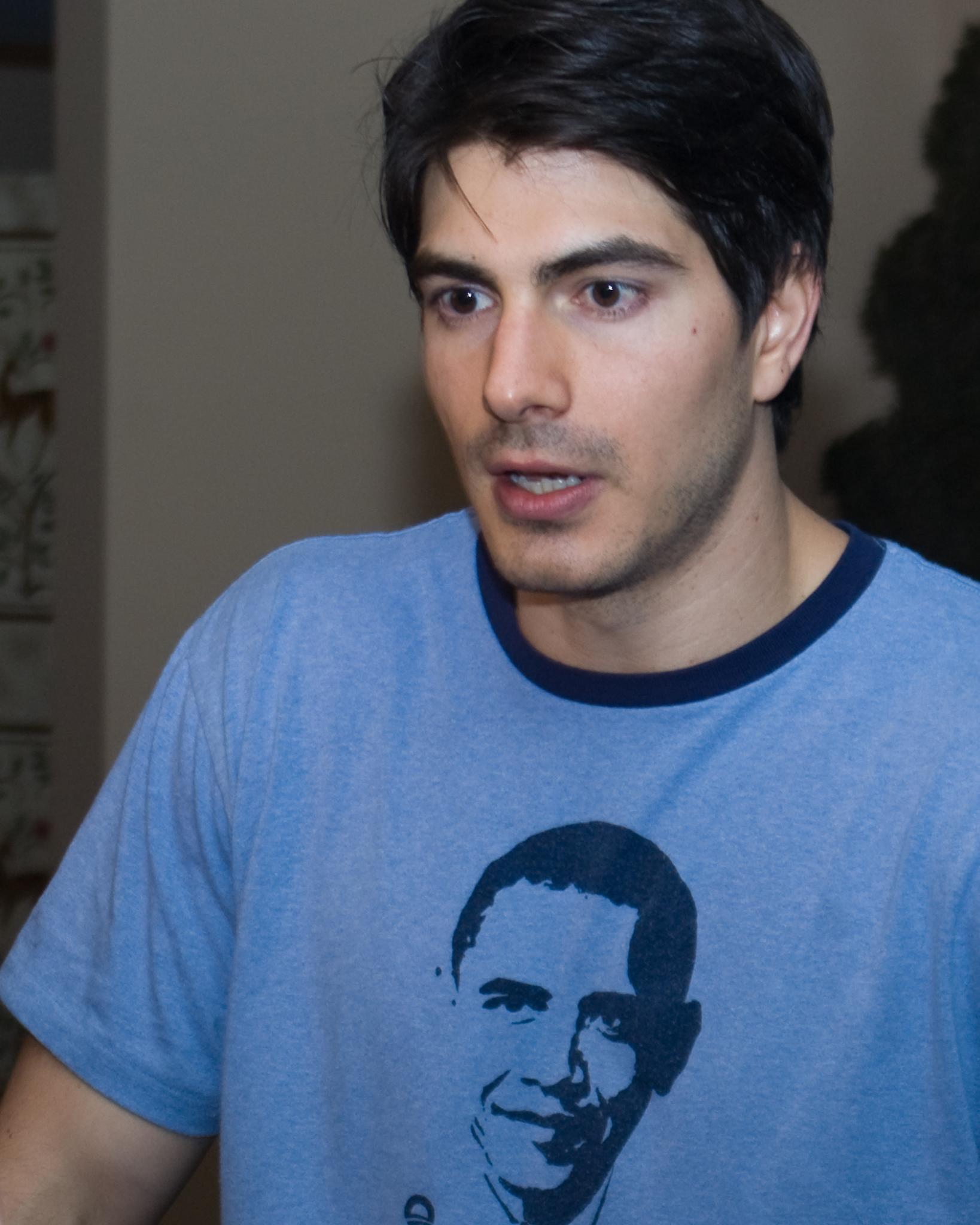
Brandon Routh (Bobby Long)
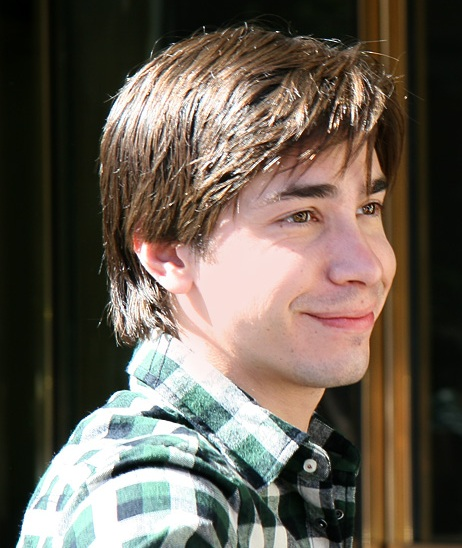
Justin Long (Brandon)
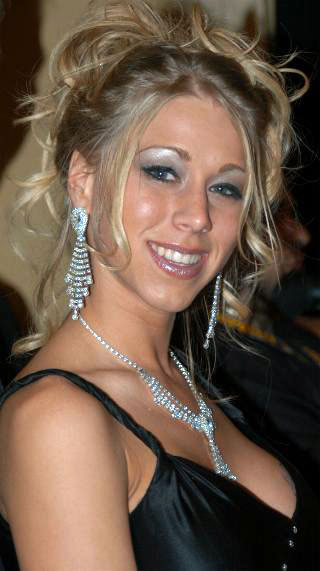
Katie Morgan (Stacey)

## Production

### Scénario

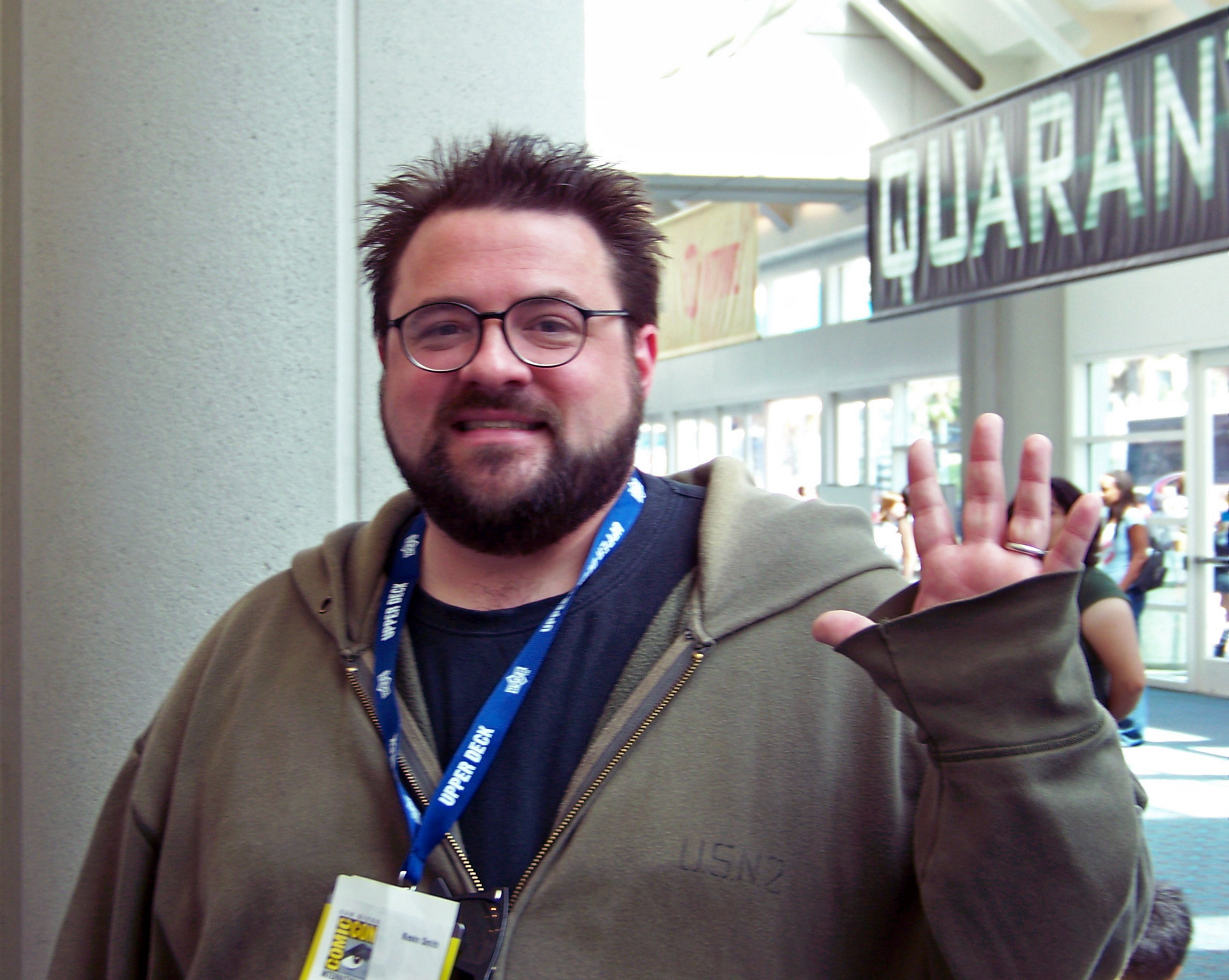
Kevin Smith au Comic-Con, à San Diego (Californie), en 2008.

Selon Entertainment Weekly, The Weinstein Company, studio produisant le film, a donné son feu vert au projet se basant uniquement sur le titre. Kevin Smith ne leur est pas étranger puisqu'ils ont produit son tout premier film, Clerks : Les Employés modèles.
À l'origine, Kevin Smith avait écrit un scénario dont l'action se déroulait dans le Minnesota, exprimant le désir de retourner dans cet État où il avait tourné treize ans auparavant Les Glandeurs. Toutefois, pour des raisons budgétaires, l'action du film est délocalisée à Pittsburgh. Il réécrit donc le script avec comme lieu la banlieue de Monroeville.
Une grande part de l'histoire du film est basée sur l'expérience de Smith lorsqu'il a tourné son premier film Clerks : Les Employés modèles : un très petit budget, travailler seulement avec des amis, utiliser une crosse de hockey comme perche-micro et tourner sur son lieu de travail.

### Attribution des rôles
Le rôle de Miri Linky était écrit à l'origine pour Rosario Dawson, qui avait déjà tourné sous la direction de Smith dans Clerks 2. Mais l'actrice, en raison de son engagement sur L'Œil du mal, de D. J. Caruso, doit refuser le rôle. Le rôle sera finalement confié à Elizabeth Banks.
Pour le rôle de Zack Brown, Kevin Smith a écrit le personnage avec Seth Rogen en tête, basé sur la performance de l'acteur canadien dans 40 ans, toujours puceau et n'aurait pas tourné le film si Rogen avait refusé le rôle.

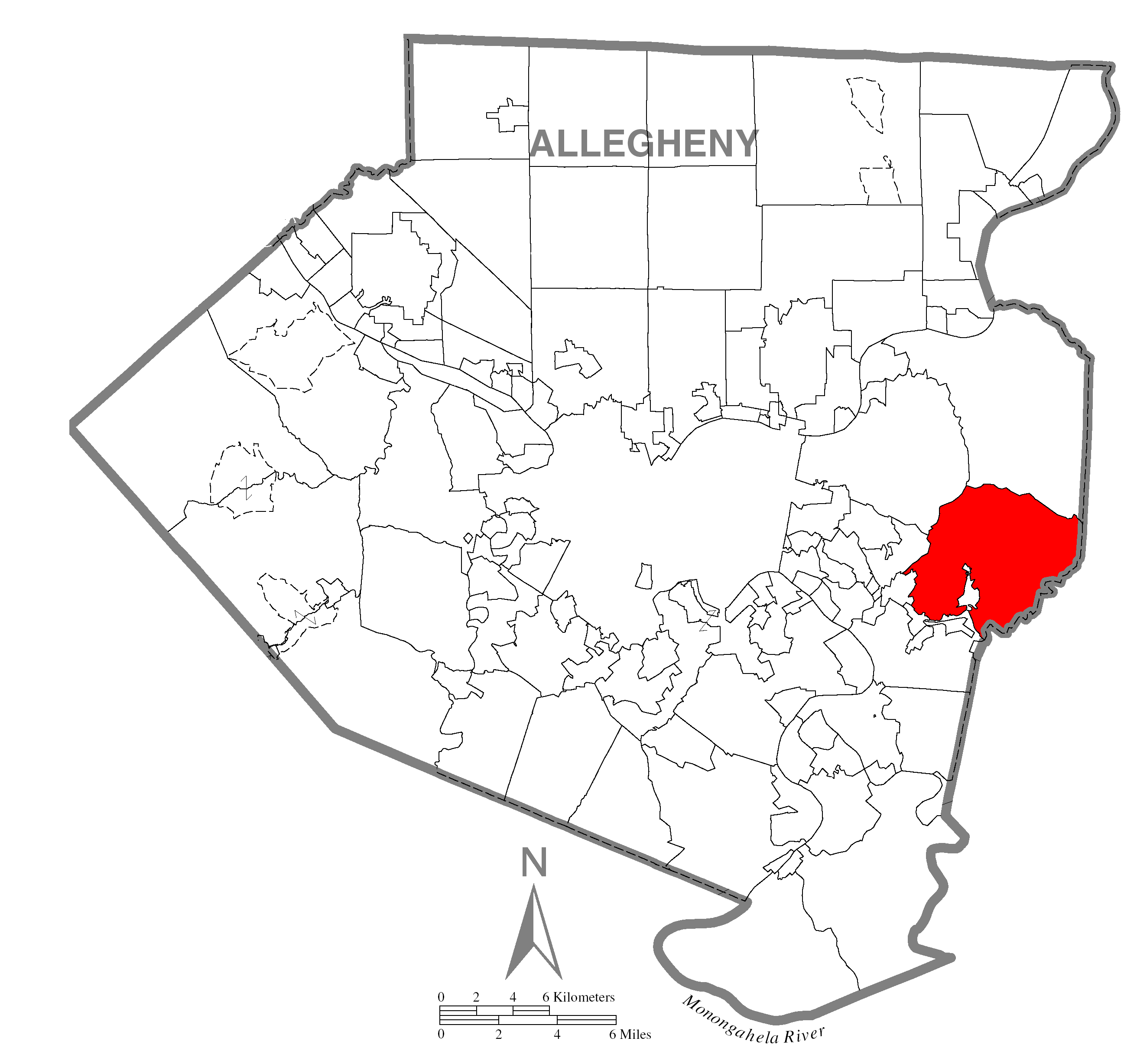
Carte du comté d'Allegheny, où se trouve Monroeville (visible en rouge).

Dans une interview, Seth Rogen avoue être un fan de pornographie :  « J'aime le porno […] j'en regarde des tonnes ! La vitesse de connexion d'internet a évolué à la même vitesse que mon appétit pour le porno ! J'ai d'ailleurs choisi de tourner dans le film de Kevin Smith presque uniquement sur la base de son titre ! »
Le film permet à Elizabeth Banks et Seth Rogen de se retrouver trois ans après 40 ans, toujours puceau.
Parmi les autres membres du casting, on retrouve les membres récurrents des films de Kevin Smith tels que son épouse Jennifer Schwalbach Smith, Jason Mewes (son complice de toujours depuis Clerks : Les Employés modèles) et Jeff Anderson, mais aussi des nouveaux venus tels que Craig Robinson, connu grâce au rôle de Darryl Phillbin dans The Office et Ricky Mabe.
Kevin Smith fait par ailleurs appel aux services de Tom Savini, célèbre pour avoir réalisé les maquillages de nombreux films d'horreur. Il est apparu dans Zombie (1978) et L'Armée des morts (2004). À noter que L'Armée des morts se situe également à Monroeville en Pennsylvanie et que l'équipe de hockey de Zack s'appelle les Monroeville Zombies.
Pour les rôles de Stacey et Bubbles, Smith les confie respectivement à Katie Morgan et à Traci Lords, deux actrices dont le monde du porno n'est pas si étranger car la première, qui tourne ici son premier film « traditionnel » et la seconde, devenue une actrice de cinéma et de télévision à succès, ont débuté leurs carrières dans le cinéma pornographique.
Dans les seconds rôles, on retrouve également Gerry Bednob, qui incarne le rôle du patron de Zack et Delaney, qui a participé également dans 40 ans, toujours puceau, Brandon Routh (Superman Returns) et Justin Long dans les rôles respectifs de Bobby Long et de son petit ami Brandon St. Randy.
Lors de la présentation de Nigga Rich Productions (scène vue après une interruption en plein milieu du générique), l'actrice qui incarne la jeune femme qui simule des cris n'est autre que la petite amie de Seth Rogen, Lauren Miller.

### Tournage
Le tournage se déroule du 16 janvier au 11 mars 2008. Le film est entièrement tourné en Pennsylvanie, dans les villes de Pittsburgh et de Monroeville. C'est donc la première fois que Kevin Smith ne tourne pas dans le New Jersey.

### Musique
La bande originale du film, ponctuée de dialogues de films ou de chansons connues, est sortie en novembre 2008.
Liste des titres
1. The Idea Comes…Hard (dialogue) - Seth Rogen, Elizabeth Banks - 0:06
2. Wynona's Big Brown Beaver - Primus - 4:22
3. Sex and Candy - Marcy Playground - 2:51
4. Steal My Sunshine - Len - 3:31
5. Salutations (dialogue) - Elizabeth Banks, Justin Long, Brandon Routh, Seth Rogen - 0:21
6. Smalltown Boy - Bronski Beat - 4:05
7. The Rosie Defense (dialogue) - Elizabeth Banks, Seth Rogen - 0:12
8. Just Like Honey - The Jesus and Mary Chain - 3:00
9. The Money Montage - James L. Venable - 6:16
10. Star Whores (dialogue) - Jason Mewes, Seth Rogen, Elizabeth Banks, Craig Robinson - 0:19
11. Fett's Vette - MC Chris - 3:24
12. Meet the Producer (dialogue) Craig Robinson - 0:35
13. Dreaming - Blondie - 3:05
14. Delaney's Lament (dialogue) Seth Rogen, Craig Robinson - 0:13
15. Party Up (Up in Here) - DMX - 4:29
16. Hey - Pixies - 3:31
17. The Worst Porno You've Ever Seen (dialogue) - Jeff Anderson, Seth Rogen, Elizabeth Banks, Craig Robinson - 0:21
18. You and I Are a Gang of Losers - The Dears - 4:51
19. Ain't Love Grand (dialogue) Jeff Anderson, Craig Robinson, Tisha Campbell-Martin - 0:12
20. I Love You - Climax Blues Band - 4:02
21. The Dutch Rudder (dialogue) Jason Mewes, Seth Rogen - 0:23
22. We Don't Have to Take Our Clothes Off - Jermaine Stewart - 4:39
23. Parting Shot (dialogue) Seth Rogen, Elizabeth Banks - 0:18
24. Hold Me Up - Live - 3:10

#### Autres chansons présentes dans le film
- Let Me Clear My Throat (Klassic Cool Original Version), interprété par DJ Kool
- Smile, I Think She Likes You, interprété par James L. Venable
- New Frontier, interprété par Donald Fagan
- My Assistant Will Take Notes, interprété par Forbidden Ensemble
- Hey, interprété par Pixies

## Sortie

### Avant-première
Aux États-Unis, le film est présenté le 18 septembre 2008 à la Fantastic Fest d'Austin et le 21 octobre 2008 au festival international du film de Chicago. La première américaine a lieu le 20 octobre 2008 à Hollywood.
Au Canada, le film est présenté le 7 septembre 2008 au festival international du film de Toronto, le 13 septembre 2008 au Atlantic Film Festival d'Halifax et le 29 septembre 2008 au festival international du film d'Edmonton.

### Controverse
Zack et Miri font un porno connait des problèmes avec la censure. La première affiche du film est jugée trop explicite et est interdite par la MPAA : on y voit deux images séparées d'Elizabeth Banks et Seth Rogen avec la tête de leur partenaire en bas de l'image. Le film est de plus interdit aux moins de 17 ans, même accompagnés, par la même autorité, ce qui réduit alors le nombre de copies en salles,, en raison de son « imagerie sexuelle explicite ».
Cette censure agace Kevin Smith, d'autant qu'au Canada, l'affiche du film est diffusée sans difficulté,. Le réalisateur-scénariste va lui-même plaider la cause de son film auprès de la MPAA pour qu'il soit classé R, soit interdit aux moins de 17 ans non accompagné,,.
Malgré cette restriction, de nombreux médias refusent l'affiche ou toute annonce qui comporte le mot « porno » dans le titre. Plusieurs journaux, chaînes de télévision, des chaînes du câble et gouvernements municipaux (notamment Philadelphie) refusent l'affiche du film dans les arrêts de bus à cause du mot « porno ». Kevin Smith donne alors son accord pour laisser seulement l'inscription « Zack & Miri ». La ville a refusé ce compromis.
De nombreuses salles de cinéma ont titré le film Zack & Miri sur les panneaux d'affichage.

### Accueil critique
Zack et Miri font un porno a été diversement accueilli par la critique. Sur le site Rotten Tomatoes, le film a obtenu un pourcentage de 65 % dans la catégorie All Critics, basé sur 184 commentaires et une note moyenne de 6.1⁄10 . Mais dans la catégorie Top Critics, il obtient un pourcentage de 47 %, basé sur 37 commentaires et une note moyenne de 5.7⁄10. Le consensus du site est que « Zack et Miri font un porno est un succès modeste pour Kevin Smith, en grande partie grâce au charme de Seth Rogen et Elizabeth Banks. » Le site Metacritic lui attribue une moyenne de 56⁄100 basé sur 33 critiques.
De la part du public, Zack et Miri font un porno a obtenu un bon accueil : sur le site Internet Movie Database, il obtient une note de 6.9⁄10 basé sur plus de 66 000 votes et une note de 3⁄5 sur le site Allociné, basé sur 576 notes, dont 87 critiques.

### Box-office
| Pays ou région | Box-office         | Date d'arrêt du box-office | Nombre de semaines |
| -------------- | ------------------ | -------------------------- | ------------------ |
| Mondial        | 42 034 344 dollars | 7 novembre 2010            | -                  |
| États-Unis     | 31 457 946 dollars | 29 janvier 2009            | 13                 |
| Belgique       | 34 126 entrées     | 5 avril 2009               | 7                  |

Zack et Miri font un porno a fait un flop au box-office américain,, démarrant à la seconde place derrière High School Musical 3 : Nos années lycée avec 10,6 millions de dollars de recettes dans une combinaison de 2 735 salles avec une moyenne de 3 906 dollars. Kevin Smith et le producteur Scott Mosier ont été déçus par la mauvaise performance du film, selon Smith.
Seth Rogen, bien que constamment bankable, a également connu son « pire démarrage au box-office .»
Le 8 janvier 2009, le film a rapporté 31 millions de dollars aux États-Unis et 5 millions de dollars à l'étranger. En septembre 2009, Zack et Miri font un porno a engrangé 42 millions de dollars au box-office mondial, selon Box Office Mojo.
La raison de l'échec commercial du film est imputé à une publicité tiède pour un film avec le mot porno dans le titre,.
Après ces résultats décevants, les relations entre Kevin Smith et Harvey Weinstein se sont détériorés.

### Sortie en vidéo
Un temps annoncé en salles en France pour le 4 février 2009, Zack et Miri font un porno est finalement sorti directement en vidéo le 5 octobre 2010 édité par Wild Side Vidéos.